# Гіда-Спрінгс (Канзас)
Гіда-Спрінгс (англ. Geuda Springs) — місто (англ. city) в США, в округах Самнер і Ковлі штату Канзас. Населення — 158 осіб (2020).

## Географія
Гіда-Спрінгс розташована за координатами 37°6′41″ пн. ш. 97°9′1″ зх. д. / 37.11139° пн. ш. 97.15028° зх. д. (37.111477, -97.150303).  За даними Бюро перепису населення США в 2010 році місто мало площу 0,91 км², уся площа — суходіл.

## Демографія
Згідно з переписом 2010 року, у місті мешкало 185 осіб у 77 домогосподарствах у складі 47 родин. Густота населення становила 204 особи/км².  Було 88 помешкань (97/км²).
Расовий склад населення:
| - 97,8 % — білих - 0,5 % — вихідців з тихоокеанських островів - 0,5 % — корінних американців |

До двох чи більше рас належало 1,1 %. Частка іспаномовних становила 0,5 % від усіх жителів.
За віковим діапазоном населення розподілялося таким чином: 25,4 % — особи молодші 18 років, 58,9 % — особи у віці 18—64 років, 15,7 % — особи у віці 65 років та старші. Медіана віку мешканця становила 36,8 року. На 100 осіб жіночої статі у місті припадало 115,1 чоловіків;  на 100 жінок у віці від 18 років та старших — 115,6 чоловіків також старших 18 років.
Середній дохід на одне домашнє господарство  становив 50 034 долари США (медіана — 39 750), а середній дохід на одну сім'ю — 61 607 доларів (медіана — 42 750). За межею бідності перебувало 23,8 % осіб, у тому числі 58,1 % дітей у віці до 18 років та 4,3 % осіб у віці 65 років та старших.
Цивільне працевлаштоване населення становило 110 осіб. Основні галузі зайнятості: освіта, охорона здоров'я та соціальна допомога — 19,1 %, будівництво — 16,4 %, виробництво — 15,5 %.